# Clement Lindley Wragge
Clement Lindley Wragge (18 de septiembre de 1852—10 de diciembre de 1922) fue un meteorólogo británico célebre por nombrar a los ciclones con nombres de persona.
Nació en Stourbridge, Worcestershire, Inglaterra, pero se trasladó a Oakamoor, Staffordshire cuando era pequeño. Fue el fundador del Wragge Museum en Stafford tras un viaje alrededor del mundo. Fue miembro de la Royal Geographical Society y en 1879 fue elegido miembro de la Royal Meteorological Society de Londres. Al final de su vida, se interesó por la teosofía y el espiritismo y durante un viaje por la India, se reunió con Mirza Ghulam Ahmad de Qadian, fundador del movimiento Ahmadía del islam que afirmaba ser el mahdi o redentor mesiánico esperado por los musulmanes. Sir Arthur Conan Doyle le fue a buscar a Nueva Zelanda para pedir su opinión sobre el espiritismo antes de escribir The Wanderings of a Spiritualist en 1921. Después de su formación en derecho, Wragge se hizo famoso en el campo de la meteorología, ganando la medalla de oro de la Scottish Meteorological Society y años más tarde comenzó a utilizar nombres de personas para ciclones. Viajó extensamente dando conferencias en Londres e India, y en sus últimos años fue una autoridad de confianza en Australia, India y las Islas del Pacífico.